# Dušan Drbohlav
Dušan Drbohlav (* 2. ledna 1959 Praha) je český sociální geograf, vysokoškolský pedagog, vědecký pracovník a expert na problematiku migrace.

## Studium a zaměstnání
Po absolvování základní školy a gymnázia Budějovická v Praze vystudoval Přírodovědeckou fakultu UK v Praze. Od ukončení studia pracuje na katedře sociální geografie a regionálního rozvoje, kde také od r. 2008 do 2014 působil ve funkci vedoucího katedry, potom jako zástupce vedoucí katedry.
Široce se zapojuje do výzkumné činnosti, ať již v rámci zpracování projektů pro české (zejména česká ministerstva práce a vnitra), tak zahraniční (např. EK, IOM, NATO, UNHCR, Fulbright Commission) subjekty. Publikuje v odborné literatuře. Mj. je hlavním koordinátorem (společně s doc. Bičíkem a dr. Kopačkou) tzv. Amerického semestru, každoročně organizovaného na Přírodovědecké fakultě UK v Praze pro studenty Dartmouth College (od 1994), členem redakční rady Mitteilungen der Österreichischen Geographischen Gesselschaft (Vídeň) (od 2010), členem „Board of Directors“ v IMISCOE (International Migration, Integration and Social Cohesion) Research Network (od 2012), člen oborové rady doktorského studijního programu „sociologie“ na Fakultě sociálních věd UK v Praze (od 2008), předsedou oborové rady doktorského studijního programu „sociální geografie a regionální rozvoj“ na Přírodovědecké fakultě UK v Praze (od 2005).
K hlavním tématům jeho vědecké práce patří problematika lidských zdrojů a mezinárodní migrace, migrace a územní diferenciace pracovního trhu, otázky formování nové migrační politiky a integrace cizinců do majoritní společnosti.